# あさいちばんはやいのは
「あさいちばんはやいのは」は、阪田寛夫作詞、越部信義作曲の童謡。NHKの『みんなのうた』や『おかあさんといっしょ』で放送された。

## 概要
朝から仕事をする職業を歌った楽曲で、1番はパン屋のおじさん、2番は豆腐屋のおじさん、3番は牛乳配達の人、4番は新聞配達の人を歌い、5番は朝起きが1番遅い自分の家の兄でオチになる。
『みんなのうた』では『朝いちばん早いのは』という題名で、1964年10月 - 11月に紹介。歌はボニー・ジャックスで、映像は中原収一の製作によるアニメ。放送ではAメロとBメロの間に「おはよう!」（第5番のみ「グゥ!」）のセリフが加わった。
2018年10月に、54年ぶりにラジオのみで再放送された。放送では2番の歌詞「ハゲ頭」は改編せずにそのまま歌われた。なお映像はDVD化はされていないが、『みんなのうた』や『おかあさんといっしょ』関連のレコードやCDには収録されている。
なお詞を手掛けた阪田寛夫は、後年1982年に『みんなのうた』で、同じ朝の様子を歌った『あさ おきたん』（作曲：大中恩）を発表する。

## この曲を録音した主な歌手・演奏者
- 眞理ヨシコ
- 中野慶子
- 砂川啓介
- 高橋元太郎
- ボニー・ジャックス
- 林アキラ
- 坂田おさむ、神崎ゆう子
- 田中星児 - 1973年発売のLP『NHK「うたのえほん」より うたのおにいさん 第2集』（ビクター JBX-24）に収録。
- 松熊由紀
- 三谷たくみ
- 小野あつこ
- 花田ゆういちろう